# ميدل أوف أونر: رايزنغ سان
ميدل أوف أونر: رايزنغ سان (بالإنجليزية: Medal of Honor: Rising Sun)‏ ، هي لعبة إلكترونية من نوع الحرب والمواجهة، أنتجت من قبل إلكترونيك آرتس شهر ديسمبر سنة 2003 ، وتعمل لنظام بلاي ستيشن 2 ، وهذه السلسلة من ميدل أوف أونر تظهر للمرة الأولى، حرب المحيط الهادي ، واللعبة تتحدث عن العدوان الياباني على شرق القارة الأسيوية.

## بعض مراحل اللعبة
تبدأ اللعبة لهجوم اليابانيين على ميناء بيرل هاربور سنة 1941 ، وتأتي المرحلة اللاحقة للهجوم على العاصمة الفلبينية مانيلا ، ومن ثم تأتي المراحل اللاحقة في سنغافورة وهونغ كونغ وبورما.

## وصلات خارجية
- ميدل أوف أونر: رايزنغ سان على موقع IMDb (الإنجليزية)
- Medal of Honor: Rising Sun على موبي غيمز